# Maureen Cairdová
Maureen Cairdová (29. září 1951 Cumberland, Nový Jižní Wales) je bývalá australská atletka specializující se na krátké překážkářské tratě, olympijská vítězka v běhu na 80 metrů překážek z roku 1968.

## Sportovní kariéra
V letech 1966 až 1972 se stala mnohanásobnou medailistkou na mistrovství Austrálie v kategorii juniorek i dospělých v krátkých sprintech i překážkových tratích, ve skoku dalekém a pětiboji. Vytvořila rovněž řadu národních rekordů v těchto disciplínách.
Svého největšího úspěchu dosáhla na olympiádě v Mexiku v roce 1968, kdy zvítězila v běhu na 80 metrů překážek.
Hlavní favoritkou mexických olympijských her přitom Maureen Cairdová nebyla. 16. června 1968 zaběhla v Rize nový světový rekord 10,2 sekundy sovětská překážkářka Věra Korsakovová. Ručně měřený čas, dosažený v závodě bez mezinárodní konkurence, však v očích odborníků z Korsakovové olympijskou favoritku neučinil - a v Mexiku skutečně skončila v už semifinále. Experti mnohem více věřili zkušeným překážkářkám ve věku kolem třiceti let, kterými byly především olympijská vítězka z roku 1964 Karin Balzerová z NDR nebo další Australanka, nejlepší světová překážkářka sezóny 1967, Pamela Kilbornová. A v době horečných příprav na zahájení mexických olympijských her si nikdo ani příliš nevšiml času 10,4 sekundy, kterým Cairdová na jednom z předolympijských mítinků přímo v dějišt her (Mexiko, 5.10.1968) vyrovnala australský národní rekord Pamely Kilbornové z roku 1965.
Pamela Kilbornová hned v rozběhu mexické olympiády vytvořila nový olympijský rekord (10,4 sekundy, elektronicky 10,41). Cairdová ho v dalším rozběhu vyrovnala (oficiálně rovněž 10,4, elektronicky 10,48 sekundy). V semifinále se Kilbornová znovu dostala pod 10,5 sekundy (10,4/10,44, tedy opět vyrovnaný olympijský rekord), Cairdová běžela své semifinále za 10,5 sekundy (10,59). Ve finále pak už Kilbornová (10,4/10,46) své o 12 let mladší krajance nestačila: Maureen Cairová zvítězila v novém olympijském rekordu 10,3 sekundy, jehož elektronická podoba (10,39) ukazovala na bezpochyby nejrychlejší výkon na 80 metrů překážek žen v celé historii disciplíny. Éry odděleného uznávání ručně měřených a elektronických rekordů – a tím i zpětného uznání za světový rekord – se však tento výkon už nedočkal: od 1. ledna 1969 byl běh na 80 metrů překážek žen nahrazen novou disciplínou, překážkovým během na 100 metrů, který měl svou medailovou premiéru na mistrovství Evropy v Aténách v roce 1969 a na hrách Commonwealthu v Edinburghu v roce 1970.
Žádný jiný sprinter nepředvedl na mexických hrách tak suverénní běh a tak jednoznačné vítězství jako Maureen Cairdová – Australanka (běžící v první dráze, do které by v dnešní době, kdy jsou nejrychlejší běžci zařazováni do prostředních drah, už nalosována být nemohla) vedla doslova od prvního kroku až do cílové pásky. Odborníci nepřehlédli, že své zlaté medaile dosáhla bez jakéhokoli specializovaného aklimatizačního programu v dějišti her, a nepřehlédli ani její mládí: ve věku 17 let a 19 dnů se stala nejmladší atletickou vítězkou mexických her.
Nejmladší atletickou olympijskou vítězkou v dosavadní historii však Maureen Cairdová nebyla. V době konání mexické olympiády držela toto prvenství (v individuálních disciplínách) olympijská vítězka v běhu na 100 metrů z roku 1928 Betty Robinsonová z USA. V den svého olympijského vítězství měla 16 roků a 343 dnů. Za čtyři roky po mexických hrách získala tento primát olympijská vítězka ve skoku do výšky na hrách v Mnichově Ulrike Meyfarthová, která získala zlatou medaili ve věku 16 roků a 123 dnů. Absolutně nejmladší olympijskou vítězkou v atletice však nadále zůstává členka vítězné štafety žen USA na 4 × 100 metrů z olympijských her 1952 v Helsinkách, Barbara Jonesová – v okamžiku vítězství měla 15 roků a 123 dnů.
V roce 1970 startovala Maureen Cairdová na svých jediných hrách Commonwealthu. Ve skotském Edinburghu nastoupila nejdříve 21. července k pětiboji – po úvodním běhu na 100 metrů překážek (13, 51 s větrem v zádech přesahujícím 2 metry za sekundu) už v pětiboji, stejně jako Pamela Kilbornová, nepokračovala. 23. července se potom s Kilbornovou utkala v běhu na 100 metrů překážek ve finále specialistek. Starší z obou Australanek (13,2 /13.27) tentokrát Cairdovou dosti výrazně porazila – čas 13,7 (13,73) stačil Maureen Cairdové jen na stříbrnou medaili.
Na své druhé olympiádě, v roce 1972 v Mnichově, Maureen Cairdová neuspěla. V běhu na 100 metrů překážek vypadla už v rozběhu, ve kterém doběhla až na pátém místě v čase 13,63 sekundy. Přesto si však olympijské finále ještě jednou zopakovala: běžela na prvním úseku australské ženské štafety na 4 × 100 metrů, která v Mnichově obsadila 6. místo v čase 43,61 sekundy, jen o 0,11 sekundy horším nežli byl tehdejší australský rekord, dosažený na předchozí olympiádě v Mexiku.
Sportovní kariéru ukončila v 21 letech ze zdravotních důvodů.

## Světové rekordy Maureen Cairdové
- 100 m překážek – 13,5 s – Sydney 13.1.1968
- 200 m překážek – 27,1 s – Sydney 24.3.1969

## Osobní rekordy Maureen Cairdové
- 80 m překážek – 10,39 s - Mexiko 18.10.1968
- 100 m překážek (ruční měření) – 13,1 s  – Sydney 26.2.1972
- 100 m překážek (elektronické měření) – 13,63 s – Mnichov 4.9.1972
- 100 m (dráha) – 11,5 s  – 1970 (s nepovolenou sílou větru: 11,1 – Sydney 17.1.1970)
- 200 m překážek – 26,3 s – Melbourne 14.3.1970

## 80 metrů překážek žen před olympijskými hrami v Mexiku
V roce 1968 běželo před zahájením olympijských her celkem 9 atletek 80 metrů překážek v čase 10,5 sekundy nebo lepším. Početně převažovaly atletky SSSR (celkem pět), z nichž na olympiádě mohly startovat tři – a těm se v Mexiku nedařilo. Dvě nepostoupily do finále a třetí z nich, Taťána Talyševová obsadila ve finálovém běhu poslední, 8. místo. Za každou atletkou je na konci řádku uvedeno její umístění na olympijských hrách 1968 v Mexiku.
| výkon | atlet                               | pořadí           | místo       | datum     | umístění v běhu na 80 m pekážek na olympijských hrách 1968 v Mexiku |
| ----- | ----------------------------------- | ---------------- | ----------- | --------- | ------------------------------------------------------------------- |
| 10,2  | Věra Korsakovová (SSSR), 1941       | 1                | Riga        | 16.6.1968 | vyřazena v semifinále                                               |
| 10,4  | Galina Zarubinová (SSSR), 1945      | 1                | Charkov     | 26.8.1968 | nestartovala                                                        |
| 10,4  | Taťána Talyševová (SSSR), 1937      | 1                | Moskva      | 31.8.1968 | 8. místo                                                            |
| 10,4  | Maureen Cairdová (Austrálie), 1951  | 1                | Mexico City | 5.10.1968 | ZLATÁ MEDAILE                                                       |
| 10,5  | Pamela Kilbornová (Austrálie), 1939 | 1 (rozběh)       | Adelaide    | 10.3.1968 | STŘÍBRNÁ MEDAILE                                                    |
| 10,5  | Ljudmila Ijevlevová (SSSR), 1941    | 1 (rozběh)       | Riga        | 16.6.1968 | vyřazena v rozběhu                                                  |
| 10,5  | Karin Balzerová (NDR), 1938         | 1                | Cottbus     | 16.6.1968 | 5. místo                                                            |
| 10,5  | Galina Kuzněcovová (SSSR), 1942     | 1 (rozběh)       | Leninakan   | 15.8.1968 | nestartovala                                                        |
| 10,5  | Či Čengová (Tchaj-wan), 1944        | 1 (v semifinále) | Aurora      | 17.8.1968 | BRONZOVÁ MEDAILE                                                    |

## Maureen Cairdová v atletických tabulkách své doby

### světové tabulky v běhu na 80 m překážek žen v roce 1968
| čas  | atletka                                | pořadí         | místo       | datum      |
| ---- | -------------------------------------- | -------------- | ----------- | ---------- |
| 10,2 | Věra Korsakovová (SSSR), 1941          | 1              | Riga        | 16.6.1968  |
| 10,3 | Maureen Cairdová (Austrálie), 1951     | 1              | Mexico City | 18.10.1968 |
| 10,4 | Galina Zarubinová (SSSR), 1945         | 1              | Charkov     | 28.8.1968  |
| 10,4 | Taťána Talyševová (SSSR), 1937         | 1              | Moskva      | 31.8.1968  |
| 10,4 | Pamela Kilbornová (Austrálie), 1939    | 1 (rozběh)     | Mexico City | 17.10.1968 |
| 10,4 | Či Čengová (Tchaj-wan), 1944           | 3              | Mexico City | 18.10.1968 |
| 10,5 | Ljudmila Ijevlevová (SSSR), 1941       | 1 (rozběh)     | Riga        | 16.6.1968  |
| 10,5 | Karin Balzerová (NDR), 1938            | 1              | Cottbus     | 16.6.1968  |
| 10,5 | Galina Kuzněcovová (SSSR), 1942        | 1 (rozběh)     | Leninakan   | 15.8.1968  |
| 10,5 | Danuta Straszyńská (Polsko), 1942      | 3 (semifinále) | Mexico City | 18.10.1968 |
| 10,5 | Patricia Van Volvelaereová (USA), 1950 | 4              | Mexico City | 18.10.1968 |

### dlouhodobé světové tabulky v běhu na 80 m překážek žen k 31.12.1968
| čas  | atletka                                | pořadí         | místo       | datum      |
| ---- | -------------------------------------- | -------------- | ----------- | ---------- |
| 10,2 | Věra Korsakovová (SSR), 1941           | 1              | Riga        | 16.6.1968  |
| 10,3 | Irina Pressová (SSSR), 1939            | 1              | Tbilisi     | 24.10.1965 |
| 10,3 | Maureen Cairdová (Austrálie), 1951     | 1              | Mexico City | 18.10.1968 |
| 10,4 | Pamela Kilbornová (Austrálie), 1939    | 1              | Melbourne   | 6.2.1965   |
| 10,4 | Galina Zarubinová (SSSR), 1945         | 1              | Charkov     | 28.8.1968  |
| 10,4 | Taťána Talyševová (SSSR), 1937         | 1              | Moskva      | 31.8.1968  |
| 10,4 | Či Čengová (Tchaj-wan), 1944           | 3              | Mexico City | 18.10.1968 |
| 10,5 | Gisela Birkemeyerová (NDR), 1931       | 1              | Lipsko      | 24.7.1960  |
| 10,5 | Betty Mooreová (Velká Británie), 1934  | 1              | Kassel      | 25.8.1962  |
| 10,5 | Karin Balzerová (NDR), 1938            | 1              | Lipsko      | 23.5.1964  |
| 10,5 | Draga Stamejčićová (Jugoslávie), 1937  | 1              | Celje       | 5.9.1964   |
| 10,5 | Gundula Dielová (NDR), 1941            | 1              | Berlín      | 4.9.1965   |
| 10,5 | Cherrie Sherrardová (USA), 1938        | 1              | Toronto     | 20.8.1967  |
| 10,5 | Ljudmila Ijevlevová (SSSR), 1941       | 1              | Riga        | 16.6.1968  |
| 10,5 | Galina Kuzněcovová (SSSR), 1942        | 1              | Leninakan   | 15.8.1968  |
| 10,5 | Danuta Straszyńská (Polsko), 1942      | 3 (semifinále) | Mexico City | 18.10.1968 |
| 10,5 | Patricia Van Wolvelaereová (USA), 1950 | 4              | Mexico City | 18.10.1968 |